# インターネット民主党
インターネット民主党（インターネットみんしゅとう、洪: Internetes DEmokrácia pártja インテルネテシ・デモクラーツィア・パールテャ 略：IDE イデ、英: party of Internet DEmocracy）は、かつて存在していたハンガリーの政党。2004年7月23日設立、2010年8月3日解散。
主制の直接民主主義による補完、具体的には、間接民主的に獲得した議席を直接民主的に運用し、有権者による代表達の常時直接的なコントロールを実現することを目標として掲げている。
また、体制転換を経ない、現行法の範囲内での直接民主主義の充実を目指している。
IDEは国会における議論を常時中継し、市民はIDEのホームページで、国会で議論されている議題について投票を行うことが出来る。代表議員は市民によるインターネットを通した直接民主的議決を反映する。

## 2010年期目標
IDEはその公式ホームページで、2010年の総選挙に向けた目標も発表している。
- 国会に於いて、少なくとも10／386議席の獲得
  - 議員たちが投票する際に於ける、議員たちを使わす選挙民の意思の反映の保証
  - 議会に使わされた議員たち(使議員)たちは、真の代表として、大臣たちに対して市民の意に従った質問を行う

- インターネットを通した選挙・議決を可能とするプログラムの開発
  - これは議会で議論される議案を、市民が一つずつインターネットを通して決議することを可能としなければならない。
  - 市民の議決は代表議員たちに伝達され、議員たちは議会での議決に当っては、市民の決議を、その意見相違も反映して投票を行う

- 外野の、専門家によるバックグラウンドの形成
  - 選挙民の判断を援ける情報供給
  - 十分な数の専門職団体・市民団体が、議論へと参加できる体制の構築

党首Bognár Attilaは、上記のような制度を『媒介型参加民主制』もしくは『拡張型代表民主制』と呼称し、実現を目指す物としている。

## IDEの仕組み
IDEは間接民主主義的に議席を獲得し、市民による代表議員のコントロールを通して直接民主主義を実現する。議会へ使わされる代表議員は、
1. 志願者の中から抽選で選ばれる。
2. 当選した議員は、欧州議会の場合は一か月、国会の場合は数か月おきに辞任し、次の（抽選によって選ばれた）代表に議席を明け渡す。党派ごとに編成される欧州議会においては、IDEの代表は無所属に分類される。
3. 国会・欧州議会などで決議が行われる際には、代表議員は市民がインターネットを通し直接民主的に成した議決を反映する。

IDE内における意見相違は議会でも反映される。即ち、ある法案をIDE党員の60%が支持、40%が反対していて、IDEが10議席を有している場合、6票が支持に、4票は反対に投ぜられる。

## IDEと他党の関係
IDEは党自体の政策を持たないので、他党と連立することは当然無い。ただし、市民がIDEを通して特定の政党を支援することは勿論可能である。

## 備考
- ideとは、ハンガリー語で『来たれ』『此処へ』というような意味。
- IDEとは、Internetes DEmokrácia pártjaの略だが、IDPと成らずにIDEなのは、上記の語意と、そして党(párt)の重要性の否定を表現している。同様の理由から、英語党名もthe party of Internet DEmocracyとなる。